# オルトレキシア
オルトレキシア（英語: orthorexia、または英語: orthorexia nervosa, [ˌɔːrθəˈrɛksiə nɜːrˈvoʊsə]）は不健康だと考える食品を避けることで生じる極端もしくは過度な先入観によって引き起こされる摂食障害や精神障害として提唱されている。オルトレキシア(orthorexia)の語源はギリシャ語のορθο- (ortho、"正しい")とόρεξις (orexis, "食欲")で文にすると「正しい食欲」となるが、「正しいダイエット」と認識されているのが実情である。1997年にスティーブン・ブラットマン博士が神経性無食欲症といった他の摂食障害と並行する形で使用し始めた。オルトレキシアは幅広く使われている精神障害の診断と統計マニュアル[a]には記載されていないが、ブラットマンが命名した病名であり、まれな症例であるものの重度の栄養失調や死に繋がるほどの極端な病的執着になり得る点を主張している。さらにまれな重症例ではあるが、十分な栄養が摂れないダイエットを行おうとすることはオルトレキシアによって自尊心を損ない、自分自身ではなくコンスタントに節食するダイエットや食べてはいけない食品への欲求が生じることを責めてしまう
。
2009年、イギリス栄養士協会会長兼リーズ・メトロポリタン大学上級講師のウルスラ・フィルポットが、ガーディアン紙でオルトレキシア患者についての記事を投稿、「摂取する食品の品質だけにしか関心を示さず、食品への個人的な理解に基づく食生活の改良や制限が本当に純粋である」と延べた。人が食べた量を重視することによって神経性無食欲症や神経性大食症といった他の摂食障害と異なってくる。

## 歴史
「orthorexia nervosa」は1997年にスティーブン・ブラットマンがギリシャ語で「正しい」を指すorthosと「食欲」を指すorexisの造語として命名した。文字通りにすれば「正しい食欲」なのだが、実際は神経性無食欲症の状態を定義するために使われる「食欲不振」を意味しているanorexiaを元にしている。ブラットマンはオルトレキシアのことを個人的に考えている健康な食事から生じる不健康な執着だと述べている。この問題は脂肪、防腐剤、人工添加物、畜産副産物、その他体に悪いとされる成分が含まれていて不健康な特定の食品を避ける姿勢から生じている。もしオルトレキシアを患っている人が適切な食事をしない場合、栄養失調状態が続いてしまう。ブラットマンはオルトレキシア患者は食べるべきか否かに関する特定の選り好みをしていると主張している。添加物が入った製品は危険と考えるように、工業製品は人工的と見なしている一方で果物や野菜は健康的と見なしているとされる。ブラットマンはまた「るいそうとはローフードのような特定の健康な食品でのダイエットを信奉していることで共通していて、まれに神経性無食欲症という極端な例に達する。」とも主張している。加えて、拒食性オルトレキシアは拒食症並みに危険だとしている。しかし、「元の動機はかなり異なっている。拒食症は体重を減らしたいがために生じるが、オルトレキシアは痩せることを望んでいるわけではなく、純粋で健康的に自然になりたいことを望んでいる。摂食障害の専門家すらこの違いを理解するのが難しく、オルトレキシアが医師にも理解されない。」としている。
「Macmillan English Dictionary」では、オルトレキシアは英語の語彙目録に収録されている。

## 診断基準
オルトレキシアはアメリカ精神医学会が定義している精神疾患になっていない上、DSM-5にも収録されていないものの、担当患者に見られる症状を文書化している一部の開業医が現在も診断の時に使用している。
2007年1月時点で、申し立てられた状態で公開された査読論文は2件のみである。論文では、ドニーニ(Donini)他では、オルトレキシアを「健康的な食品への狂気的な強迫観念」と定義していて、複数の診断基準を提案している。オルトレキシア患者は一貫性が有る強迫性障害の症状を見せる事が多く、健康的な食事の型に伴う大げさな懸念を抱いている。食欲不振のように見えるが、しかし、これらの強迫症状は飢えの原因というよりは疾患の原因になり得る。オルトレキシア患者に対する診断アンケートは他の摂食障害に関するアンケートと同様である。ブラットマンは2つの直接的な質問で構成された初期セルフテストを考案した。その質問とは「あなたは食べたことによる喜びよりも何を食べたのかを特に気にしているのか？貴方のダイエットは社会的に自分を隔離していないか？」というものである。またデビスがWebMD (2000)というウェブサイトで書いたオルトレキシアを患ってる可能性がある患者に向けて「一日3時間以上健康的な食品について考えているのか？」「食べる状態の時に完全に制御できているか？」「明日の献立を考えているのか？」「食事の質が向上する度に生活の質が低下していないか？」「自分自身に厳しくなっていないか？」「自尊心は健康的な食事をしたら押し上げられるのか？」「自身の方法で食べていない他人を見下してないか？」「正しい食品を食べることを求めるために一回楽しんで食べた食品を無視するのか？」「家族や友達を距離を置かないとダイエットは家ですら難しいか？」「ダイエットに反する食事をした時罪悪感や自己嫌悪感を感じるか？」という質問を提唱していて、もし2つ以上当てはまった場合、オルトレキシアの徴候があるとされる。

## 症状・理論
オルトレキシアは体に悪いと考える食品を避けることで生じる強迫観念という特徴がある。また、様々な理由で特定のダイエットを選ぶ健康的な人と体に悪い状態やライフスタイルに繋がる強迫観念的な行動をとってしまう人と区別することが重要である。健康的な食事が摂れることを約束できる均衡の手がかりは何かを求めるあまり、食品選びで極端な制限や強迫観念を課してしまうのがオルトレキシアとされ、毎日の行動において、自分を見つけることができなくなる。そして他人の食品や健康観に耐えられず距離をおいてしまう。健康的な食品への強迫観念は家族の習慣、社会トレンド、経済問題、最近の病気に起因することがあり、また食品の種類に関する否定的な情報を聞いただけでも発生してしまい、最終的に自身の食事からそのような食品を排除させることになる。
この症状は女性より男性、また受けた教育水準が低い場合に多く見られるという。

## メディアの反応
精神病としてのオルトレキシアの概念はメディアの注目をかなり集めている。

## 生態学
オルトレキシアに生態学的な原因を特定できるかどうかの調査は全く行われていないが、ドニーニ他ではオルトレキシアを食品関連を中心にした強迫性障害の徴候としていて、コントロールすべきことがたくさんあるとされる。2013年の大学生調査ではオルトレキシアの重症度は自己報告に実行機能反比例することが判明している。これは学生の方が計画や意思決定を含む複合的な作業を行ったことになり、学生がオルトレキシアになる可能性が低いというより良い結果になったことを意味する。